# Piptocoma acuminata
Piptocoma acuminata là một loài thực vật có hoa trong họ Cúc. Loài này được (Kunth) Pruski miêu tả khoa học đầu tiên năm 1996.